# 2003年日本の補欠選挙
2003年日本の補欠選挙（2003ねんにほんのほけつせんきょ）では、日本における立法府である衆議院議員と参議院議員の欠員を補充するため2003年に行われた補欠選挙について取り上げる。

## 概要
国政上の補欠選挙は、衆議院議員と参議院議員の辞職や死去などによる欠員を補充するために行われる選挙である。2000年の公職選挙法改正により、年2回、4月と10月に一括して行われる仕組みとなっている。
補欠選挙期日については、公職選挙法第33条の2において以下のように定めている。
- 9月16日から翌年の3月15日（第1期間）において衆議院議員及び参議院議員の再選挙または補欠選挙を行う事由が生じた場合は、当該期間直後の4月の第4日曜日に補欠選挙を行う。
- 3月16日からその年の9月15日（第2期間）までに衆議院議員及び参議院議員の再選挙または補欠選挙を行う行う事由が生じた場合は、当該期間直後の10月の第4日曜日に補欠選挙を行う。

## 4月補欠選挙
第15回統一地方選挙後半戦投票日の4月27日に、衆院3選挙区と参院1選挙区の計4選挙区で補欠選挙が実施された。

### 基礎データ
- 告示日：2003年（平成15年）4月10日（参議院）
- 告示日：2003年（平成15年）4月15日（衆議院）
- 投票日：2003年（平成15年）4月27日
- 選挙区：衆院3選挙区・参院1選挙区

茨城県第7区
東京都第6区
山梨県第3区
茨城県選挙区
茨城県第7区
- 選挙事由：中村喜四郎衆議院議員（無所属）が斡旋収賄罪により実刑判決が確定し、公職選挙法の規定で退職（失職）となったことによる。
- 候補者：4名

| 候補者     | 年齢 | 党派       | 新旧 | 推薦・支持       |
| ---------- | ---- | ---------- | ---- | ---------------- |
| 吉原英一   | 54   | 無所属     | 新人 |                  |
| 加藤真砂子 | 54   | 自由党     | 新人 | 民主党           |
| 永岡洋治   | 52   | 自由民主党 | 新人 | 公明党・保守新党 |
| 稲葉修敏   | 41   | 日本共産党 | 新人 |                  |
東京都第6区
- 選挙事由：石井紘基衆議院議員（民主党）の死去（石井紘基刺殺事件）による。
- 候補者：3名

| 候補者     | 年齢 | 党派       | 新旧 | 推薦・支持 |
| ---------- | ---- | ---------- | ---- | ---------- |
| 越智通雄   | 74   | 自由民主党 | 元職 | 保守新党   |
| 小宮山洋子 | 54   | 民主党     | 新人 | 自由党     |
| 田中美代子 | 56   | 日本共産党 | 新人 |            |
山梨県第3区
- 選挙事由：横内正明衆議院議員（自由民主党）が2003年山梨県知事選挙への立候補準備のため、議員辞職したことによる。
- 候補者：2名

| 候補者 | 年齢 | 党派       | 新旧 | 推薦・支持 |
| ------ | ---- | ---------- | ---- | ---------- |
| 深沢久 | 60   | 日本共産党 | 新人 |            |
| 保坂武 | 58   | 無所属     | 新人 |            |
茨城県選挙区
- 選挙事由：久野恒一参議院議員（自由民主党）の死去による。
- 候補者：2名

| 候補者 | 年齢 | 党派       | 新旧 | 推薦・支持 |
| ------ | ---- | ---------- | ---- | ---------- |
| 岡田広 | 56   | 自由民主党 | 新人 |            |
| 小島修 | 40   | 日本共産党 | 新人 |            |
- 出典

2003年4月27日　全国衆参統一補欠選挙.選挙情報専門サイトElection。なお候補者の掲載は届け出順である。

### 選挙結果
茨城県第7区
- 当日有権者数：313,340名
- 投票者数：168,578名
- 投票率：53.80%（2000年6月総選挙の投票率66.13%）
- 当選者：永岡洋治（自由民主党）

| 当落       | 候補者     | 党派       | 新旧   | 推薦・支持       | 得票   |
| ---------- | ---------- | ---------- | ------ | ---------------- | ------ |
| 当選       | 永岡洋治   | 自由民主党 | 新人   | 公明党・保守新党 | 70,251 |
|            | 吉原英一   | 無所属     | 新人   |                  | 51,798 |
| 加藤真砂子 | 自由党     | 新人       | 民主党 | 34,608           |        |
| 稲葉修敏   | 日本共産党 | 新人       |        | 6,890            |        |
|            |            |            |        | 163,547          |        |
東京都第6区
- 当日有権者数：457,386名
- 投票者数：185,842名
- 投票率：40.63%（2000年6月総選挙投票率58.26%）
- 当選者：小宮山洋子（民主党）

| 当落       | 候補者     | 党派       | 新旧 | 推薦・支持 | 得票   |
| ---------- | ---------- | ---------- | ---- | ---------- | ------ |
| 当選       | 小宮山洋子 | 民主党     | 新人 | 自由党     | 99,600 |
|            | 越智通雄   | 自由民主党 | 元職 | 保守新党   | 57,783 |
| 田中美代子 | 日本共産党 | 新人       |      | 20,483     |        |
|            |            |            |      | 185,842    |        |
山梨県第3区
- 当日有権者数：243,477
- 投票者数：132,717
- 投票率：54.51%（2000年6月総選挙投票率67.41%）
- 当選者：保坂武（無所属）

| 当落 | 候補者 | 党派       | 新旧 | 推薦・支持 | 得票   |
| ---- | ------ | ---------- | ---- | ---------- | ------ |
| 当選 | 保坂武 | 無所属     | 新人 |            | 98,509 |
|      | 深沢久 | 日本共産党 | 新人 |            | 29,054 |
|      |        |            |      | 127,563    |        |
茨城県選挙区
- 当日有権者数：2,379,557名
- 投票者数：942,489名
- 投票率：39.61%（2001年7月参院選の投票率50.18%）
- 当選者：岡田広（自由民主党）

| 当落 | 候補者 | 党派       | 新旧 | 推薦・支持 | 得票    |
| ---- | ------ | ---------- | ---- | ---------- | ------- |
| 当選 | 岡田広 | 自由民主党 | 新人 |            | 717,140 |
|      | 小島修 | 日本共産党 | 新人 |            | 172,455 |
|      |        |            |      | 889,595    |         |
- 出典

衆議院茨城県第7区選出議員補欠選挙結果調（平成15年4月28日総務省） (PDF) 
衆議院東京都第6区選出議員補欠選挙結果調（平成15年4月28日総務省） (PDF) 
衆議院山梨県第3区選出議員補欠選挙結果調（平成15年4月28日総務省） (PDF) 
参議院茨城県選挙区選出議員補欠選挙結果調（平成15年4月28日総務省） (PDF) 

## 10月補欠選挙
参院1選挙区で補欠選挙が実施された。
なお、衆議院でも2003年青森県知事選挙への立候補準備のため議員辞職した三村申吾の後任を決める青森県第2区と2003年埼玉県知事選挙への立候補により自動失職した上田清司の後任を決める埼玉県第4区で行われる予定であったが、告示直前に衆議院が解散され第43回衆議院議員総選挙として実施されたため補欠としては実施しなかった。

### 基礎データ
- 告示日：2003年（平成15年）10月9日
- 投票日：2003年（平成15年）10月26日
- 選挙区：参院1選挙区

埼玉県選挙区
埼玉県選挙区
- 選挙事由：浜田卓二郎参議院議員（無所属）が2003年埼玉県知事選挙への立候補準備のため、議員辞職したことによる[2]。
- 候補者：3名

| 候補者     | 年齢 | 党派       | 新旧 | 推薦・支持 |
| ---------- | ---- | ---------- | ---- | ---------- |
| 島田智哉子 | 41   | 民主党     | 新人 |            |
| 関口昌一   | 50   | 自由民主党 | 新人 |            |
| 阿部幸代   | 55   | 日本共産党 | 元職 |            |

### 選挙結果
- 当日有権者数：5,599,874名
- 投票者数：1,541,285名
- 投票率：27.52%（2001年7月参院選投票率52.61%）
- 当選者：関口昌一（自由民主党）

| 当落     | 候補者     | 党派       | 新旧 | 推薦・支持 | 得票    |
| -------- | ---------- | ---------- | ---- | ---------- | ------- |
| 当選     | 関口昌一   | 自由民主党 | 新人 |            | 648,319 |
|          | 島田智哉子 | 民主党     | 新人 |            | 635,332 |
| 阿部幸代 | 日本共産党 | 元職       |      | 232,850    |         |
|          |            |            |      | 1,516,501  |         |
- 出典：

参議院埼玉県選挙区選出議員補欠選挙結果調（平成15年10月27日） (PDF) 